# Túlio
O túlio (do grego "Thule", nome de uma ilha) é um elemento químico de símbolo Tm, número atômico 69 (69 prótons e 69 elétrons) com massa atómica igual a 168,9 u. À temperatura ambiente, o túlio encontra-se no estado sólido. Faz parte do grupo das terras raras.
É encontrado com outros "terras raras" no mineral monazita. Devido ao preço elevado, o túlio e seus compostos não apresentam, ainda, aplicação economicamente viável.
Foi descoberto em 1879 pelo sueco Per Teodor Cleve.

## Características principais
É um elemento do grupo dos lantanídios , sendo o menos abundante das  terras raras. Seu metal é fácil de ser trabalhado, apresenta boa ductilidade, tem um brilho cinza prateado e pode ser cortado com uma faca. Apresenta uma certa resistência a corrosão quando no ar seco. O túlio natural é composto inteiramente de um único isótopo estável, o Tm-169.
- Temperatura de Curie = 32 kelvin

## Aplicações
O túlio foi usado para produzir lasers, porém os custos de produção elevados impediram que outros usos comerciais para o túlio fossem desenvolvidos. Outros usos/potenciais usos:
- O túlio estável (Tm-169), bombardeado em reatores nucleares, pode ser usado como fonte de radiação em dispositivos portáteis de raio-X.
- O instável Tm-171 possivelmente pode ser usado como fonte de energia.
- Tm-169 tem potencial uso em materiais magnéticos cerâmicos denominados ferrites, que são usados em equipamentos de micro-ondas.

## História
O elemento túlio foi descoberto pelo químico sueco Per Teodor Cleve em 1879 procurando impurezas nos óxidos de outros elementos terras raras (mesmo método usado anteriormente por Carl Gustaf Mosander para descobrir alguns outros terras raras). Cleve iniciou removendo todos os contaminadores conhecidos da “érbia” (Er2O3) obtendo duas novas substâncias, uma marrom e  outra verde.  A substância marrom era o óxido do elemento hólmio  que foi denominada de "hólmia" por Cleve e a substância verde era um óxido de um elemento desconhecido. Cleve denominou o óxido de "túlia" e o seu elemento de túlio, de "Thule", um nome romano antigo para um país mítico no norte distante, talvez a Escandinávia.

## Ocorrência
O elemento nunca foi encontrado na forma pura na natureza, mas é encontrado em pequenas quantidades em minerais com outras terras raras. É extraído principalmente da monazita (~0,007% de túlio), minério encontrado em areias de rios, por troca iônica. Técnicas mais novas de extração por troca iônica e solventes conduziram a uma separação mais fácil das terras raras, com custos muito mais baixos, para a obtenção do túlio.  O metal pode ser isolado completamente por redução com o metal lantânio ou pela redução com o cálcio, em recipiente fechado. Nenhum dos compostos de túlio são comercialmente importantes.

## Isótopos
O túlio natural é composto de 1 isótopo estável, Tm-169 (100% de abundância natural). 31 radioisótopos tem sido identificados, sendo os mais estáveis Tm-171 com meia-vida de  1,92 anos, Tm-170  com uma meia-vida de 128,6 dias, Tm-168 com meia-vida de 93,1 dias e Tm-167 com meia-vida de 9,25 dias. Todos os demais isótopos radioativos com meias-vidas abaixo de 64 horas, e a maioria destes abaixo de 2 minutos. Este elemento tem 14 meta estados, sendo os mais estáveis Tm-164m (t½ 5,1 minutos ), Tm-160m (t½ 74,5 segundos) e Tm-155m (t½ 45 segundos).
As massas atômicas do túlio variam de 145,966 u (Tm-146) até 176,949 u (Tm-177). O principal modo de decaimento anterior ao isótopo estável mais abundante,  Tm-169, é a captura eletrônica, e o primeiro modo após é a emissão beta. Os produtos de decaimento primários antes do Tm-169 são os isótopos do elemento 68  (érbio), e os produtos primários após são os isótopos do elemento 70 (itérbio).

## Precauções
O túlio apresenta uma toxicidade de baixa a moderada, porém deve ser manuseado com cuidado. O pó metálico de túlio é passível de entrar em combustão e tornar-se explosivo.
O Túlio é um elemento um pouco perigoso.